# 欧韦纳特

35°52′N 7°53′E / 35.867°N 7.883°E
欧韦纳特（阿拉伯语：‎）或欧韦奈（法語：El Aouinet），旧称克莱尔方丹（法語：Clairfontaine），是阿爾及利亞的城鎮，位於該國東北部，由泰貝薩省負責管轄，是歐韋納特區的首府，面積411平方公里，2008年人口21,682，人口密度每平方公里53人。